# Список японских христианских терминов
Список японских христианских терминов — глоссарий важнейших терминов христианских конфессий. Представлены Японской православной церкви, Римско-католической церкви, Протестантизма, Англиканской церкви.
В Японии римско-католическая миссия началась в августе 1549 года, протестантская — в 1859 году, православная миссия — в 1861 году.
Каждая отдельная миссия основала свои церкви, определила термины на японском языке и перевела Библию и другие религиозные книги, деятельность которых почти разделена по конфессиям.
В их терминах есть понятия, найденные в каждой теологии или истории и т. д. Они подходят для использования в собственном наименовании. Таким образом, японские христиане используют много разных терминов в каждой конфессии.

## Богослужение
| Русский язык          | Восточное христианство                      | Западное христианство                | Западное христианство                                   | Западное христианство  |
| Русский язык          | Православие (Японская православная церковь) | Римско-католическая церковь в Японии | Англиканское сообщество (Англиканская церковь в Японии) | Протестантизм в Японии |
| Таинство              | 機密                                        | 秘蹟                                 | 聖奠                                                    | 礼典                   |
| Богослужение          | 奉神礼                                      | 典礼                                 | 礼拝                                                    | 礼拝                   |
| Божественная Литургия | 聖体礼儀                                    | —                                    | —                                                       | —                      |
| Месса                 | —                                           | ミサ                                 | 聖餐式                                                  | —                      |
| Причащение            | 領聖 или キノニア                           | 聖体拝領 или コムニオ                | 陪餐 или コミュニオン                                   | 陪餐 или コミュニオン  |

## Таинство
| Русский язык  | Православие (Японская православная церковь) | Римско-католическая церковь в Японии |
| Крещение      | 洗礼機密                                    | 洗礼                                 |
| Миропомазание | 傅膏機密                                    | 堅信                                 |
| Евхаристия    | 聖体機密                                    | 聖体                                 |
| Исповедь      | 痛悔機密                                    | 赦しの秘跡                           |
| брак          | 婚配機密                                    | 婚姻の秘跡                           |
| Елеосвящение  | 聖傅機密                                    | 病者の塗油                           |
| Священство    | 神品機密                                    | 叙階                                 |

## Духовенство
В протестантантизме пастор — 牧師, диакон — 執事.
| Русский язык   | Восточное христианство                      | Западное христианство                | Западное христианство                                   | Западное христианство |
| Русский язык   | Православие (Японская православная церковь) | Римско-католическая церковь в Японии | Англиканское сообщество (Англиканская церковь в Японии) |                       |
| Патриарх       | 総主教                                      | 総大司教                             | —                                                       |                       |
| Папа           | パパ                                        | 教皇 или パパ                        | —                                                       |                       |
| Экзарх         | 総主教代理                                  | —                                    | —                                                       |                       |
| Кардинал       | —                                           | 枢機卿                               | —                                                       |                       |
| Митрополит     | 府主教                                      | 首都大司教                           | —                                                       |                       |
| Архиепископ    | 大主教                                      | 大司教                               | 大主教                                                  |                       |
| Епископ        | 主教                                        | 司教                                 | 主教                                                    |                       |
| Архимандрит    | 掌院                                        | —                                    | —                                                       |                       |
| Игумен         | 典院                                        | —                                    | —                                                       |                       |
| Иеромонах      | 修道司祭                                    | —                                    | —                                                       |                       |
| Протопресвитер | 首司祭                                      | —                                    | —                                                       |                       |
| Протоиерей     | 長司祭                                      | 主席司祭                             | —                                                       |                       |
| Священник      | 司祭                                        | 司祭                                 | 司祭                                                    |                       |
| Архидиакон     | 首輔祭                                      | 助祭長                               | 大執事                                                  |                       |
| Протодиакон    | 長輔祭                                      | —                                    | —                                                       |                       |
| Иеродиакон     | 修道輔祭                                    | —                                    | —                                                       |                       |
| Диакон         | 輔祭                                        | 助祭                                 | 執事                                                    |                       |
| Иподиакон      | 副輔祭                                      | 副助祭                               | —                                                       |                       |
| Чтец           | 誦経者                                      | 読師                                 | —                                                       |                       |
| Пономарь       | 堂役                                        | 侍者                                 | サーバー                                                |                       |

## Святой
| Русский язык | Православие (Японская православная церковь) | Римско-католическая церковь в Японии |
| преподобный  | 克肖者                                      | 尊者                                 |
| Мученик      | 致命者                                      | 殉教者                               |
| Блаженный    | 至福者                                      | 福者                                 |
| Исповедник   | 表信者                                      | 証聖者                               |
| Столпник     | 登塔者                                      | 柱頭行者                             |